# هلادوو
هلادوو (به چکی: Hladov) یک منطقهٔ مسکونی در جمهوری چک است که در ناحیه ییهلاوا واقع شده‌است. هلادوو ۵٫۸۳ کیلومتر مربع مساحت و ۱۴۷ نفر جمعیت دارد و ۶۵۳ متر بالاتر از سطح دریا واقع شده‌است.